# Sunny Mabrey

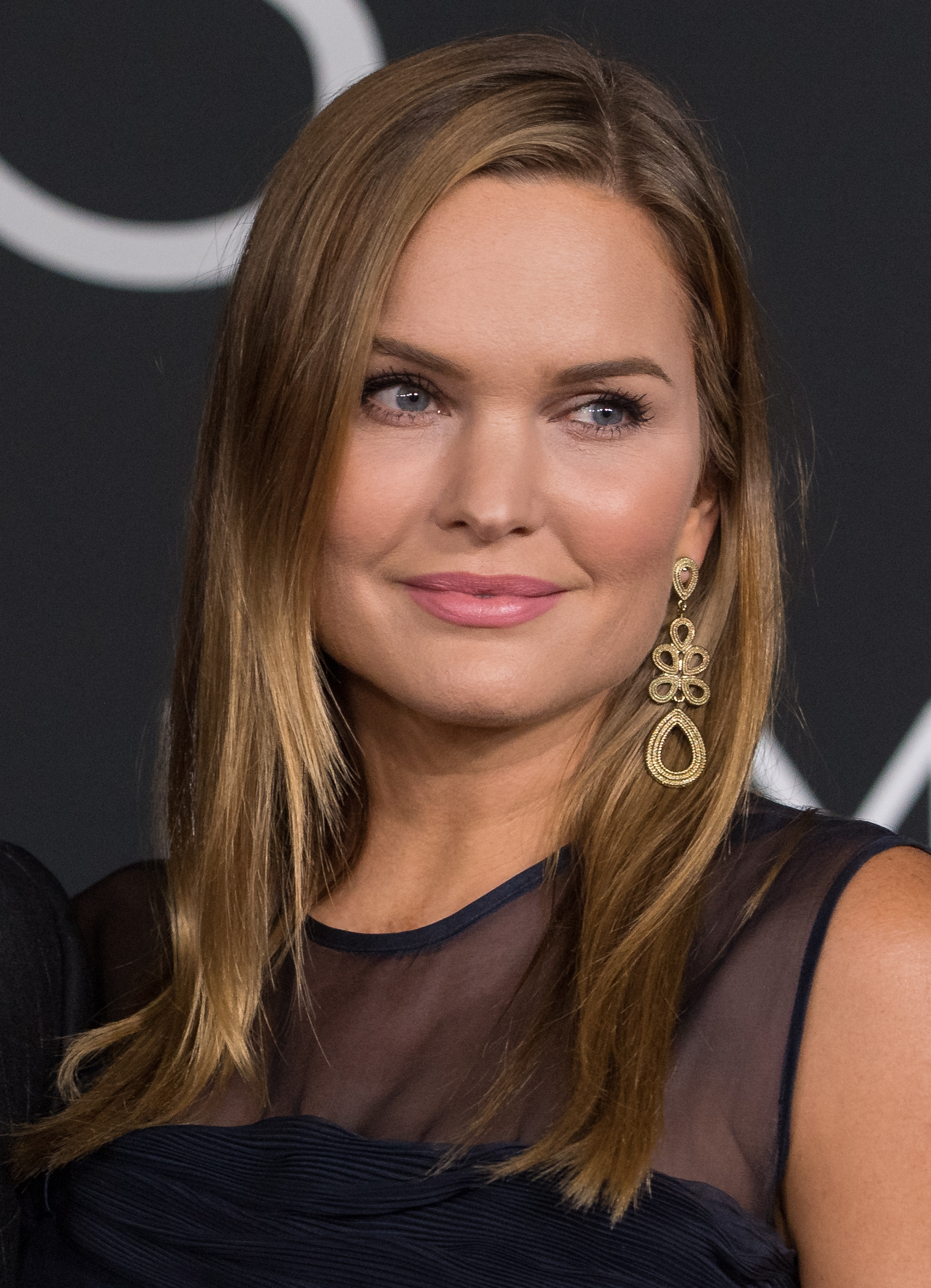
Sunny Mabrey (2018)

Sunny Mabrey (* 28. November 1975 in Gadsden, Alabama) ist eine US-amerikanische Schauspielerin.

## Leben und Leistungen
Mabrey studierte an der University of Alabama und trat während des Studiums in Theaterstücken sowie in Fernsehwerbung auf. Nach zwei Gastrollen in Fernsehserien spielte sie an der Seite von Eliza Dushku, Zooey Deschanel und Lyle Lovett in der Komödie The New Guy (2002) eine der größeren Rollen. Eine größere Rolle spielte sie ebenfalls neben Andrew Keegan im Filmdrama A Midsummer Night's Rave aus dem gleichen Jahr.
Im Science-Fiction-Thriller Species III (2004) verkörperte Mabrey die Tochter von Eve, dargestellt von Natasha Henstridge. In der Komödie Das Traum-Date (2005) spielte sie ein berühmtes Model, von dem der todkranke Schüler Dylan Jameison (Michael Angarano) träumt. Eine größere Rolle übernahm sie auch neben Dean Cain und Anthony Michael Hall im Fernsehthriller Final Approach – Im Angesicht des Terrors aus dem Jahr 2007.
Neben ihrer Schauspielkarriere, tritt sie auch in vielen Vines aus dem Videoportal Vine und Instagram auf. Sie besitzt dort auch einen eigenen Account.
Mabrey ist seit dem Jahr 2005 mit dem Schauspieler Ethan Embry verheiratet.

## Filmografie (Auswahl)
- 2002: The New Guy
- 2002: A Midsummer Night’s Rave
- 2004: Species III
- 2005: xXx 2 – The Next Level (xXx: State of the Union)
- 2005: Das Traum-Date (One Last Thing …)
- 2006: Snakes on a Plane
- 2007: Final Approach – Im Angesicht des Terrors (Final Approach, Fernsehfilm)
- 2008: Desperate Housewives (Fernsehserie, 1 Folge)
- 2008: Monk (Fernsehserie, Folge: Monk tritt einer Sekte bei)
- 2008: San Saba
- 2009: Rules of Engagement (Fernsehserie, Folge: Ausgepowert)
- 2009: Not Since You
- 2012: Das Kind
- 2012: Holiday High School Reunion (Fernsehfilm)
- 2013: The Trainer (Fernsehfilm)
- 2014: Llama Cop (Fernsehserie, Folge: Llaw and Order)
- 2017: Teleios
- 2017: Escaping Dad (Fernsehfilm)
- 2017: The Librarians (Fernsehserie, Folge: And the Steal of Fortune)
- 2017: Typical Rick (Fernsehserie, Folge: Southern Uncomfort)
- 2018: The Perfect Mother (Almost Perfect)